# Trychosis reflexa
Trychosis reflexa är en stekelart som beskrevs av Henry Keith Townes, Jr. 1962. Trychosis reflexa ingår i släktet Trychosis och familjen brokparasitsteklar. Inga underarter finns listade i Catalogue of Life.